# Gare de Picquigny
Gare de Picquigny vasútállomás Franciaországban, Picquigny településen.

## Vasútvonalak
Az állomást az alábbi vasútvonalak érintik:
- Longueau–Boulogne-vasútvonal

## Kapcsolódó állomások
A vasútállomáshoz az alábbi állomások vannak a legközelebb:
- Gare d’Hangest
- Gare d’Ailly-sur-Somme